# Kalktuff

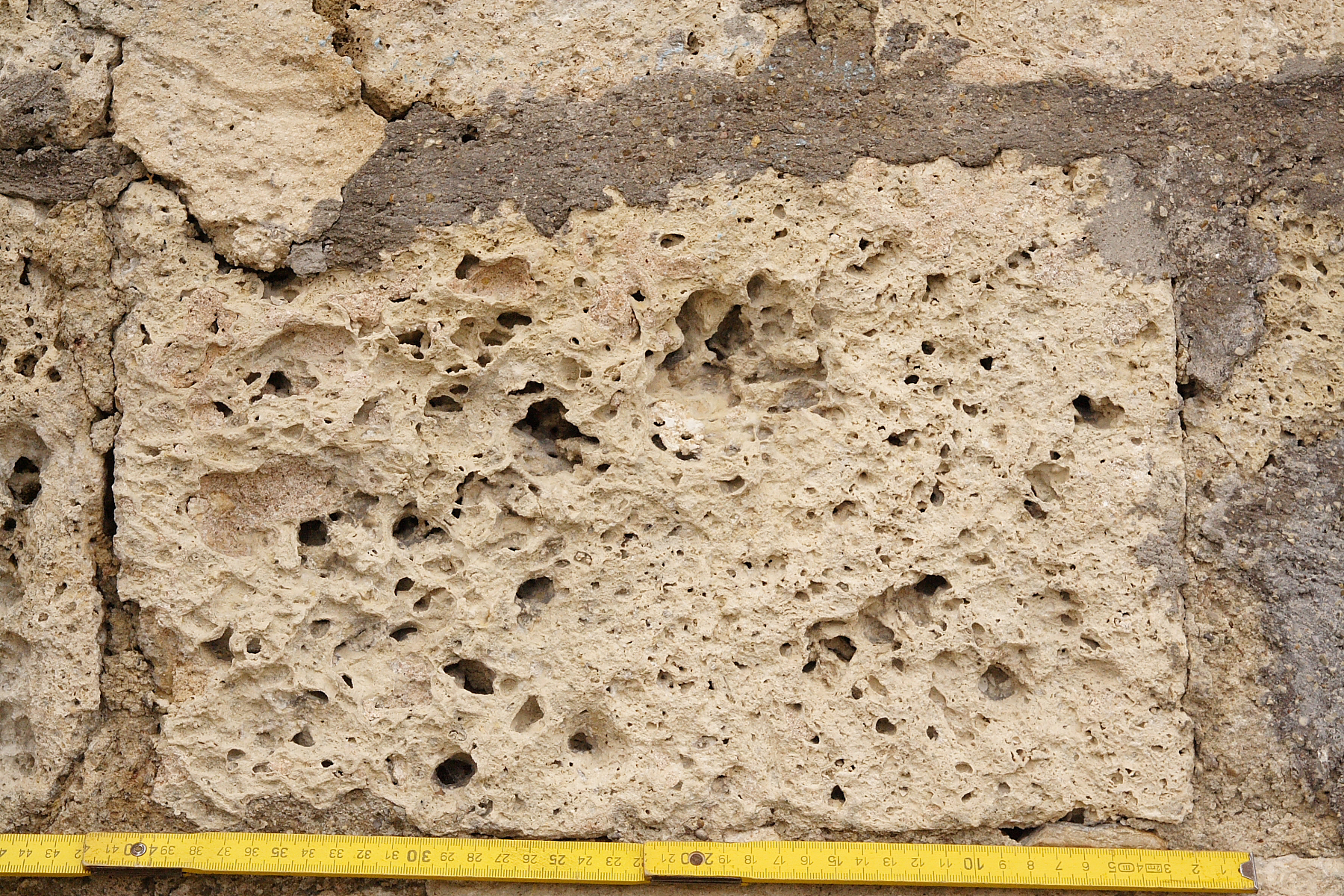
Kalktuff

Kalktuff, eller källkalk, är den kalkavlagring som uppstår där starkt kalkhaltigt grundvatten tränger fram till jordytan och bildar en källa. Kalkhalten i de rena formerna av kalktuff kan uppgå till över 95 % CaCO3 i torrsubstans. Vattenhalten är ofta mycket hög. En jordformig variant kallas bleke.

## Bildning
Genom att vatten kommer upp i dagen mister det fri kolsyra och då fälls kalciumkarbonat (och järnföreningar) ut, som efter hand kapslar in och tränger in i de växtdelar de kommer i beröring med. Det bildas då en gulaktigt färgad kalkmassa, där snigel- och musselskal och många andra djurrester kan lagras in.
Förutsättningarna för mineralbildningen är olika och kalktuffen kan därför vara allt från stenhård till mjuk och jordartad. Lagren kan variera från rena kalklager till torvartade lager, som gör att den liknar mosskalk.

## Förekomst
De hårda formerna av kalktuff är kända sedan forntiden. Kalktuff från Vintre Møller och Roskilde användes under medeltiden för byggnadsändamål, bland annat till kyrkor.
I Sverige förekommer kalktuff  vid Benestads kyrka i Skåne, på Omberg i Östergötland samt på flera platser i Jämtland och Västergötland. I Danmark förekommer den ganska allmänt på öarna och på östra Jylland.
Baden i Österrike samt Weimar med flera ställen i Tyskland är kända fyndorter.

## Användning
Kalktuff har haft ganska stor betydelse som jordförbättringsmedel, mestadels i naturligt tillstånd, men i vissa fall pulveriserad. Mineralet har också användning som byggnadsmaterial eller vägbeläggning.[källa behövs]

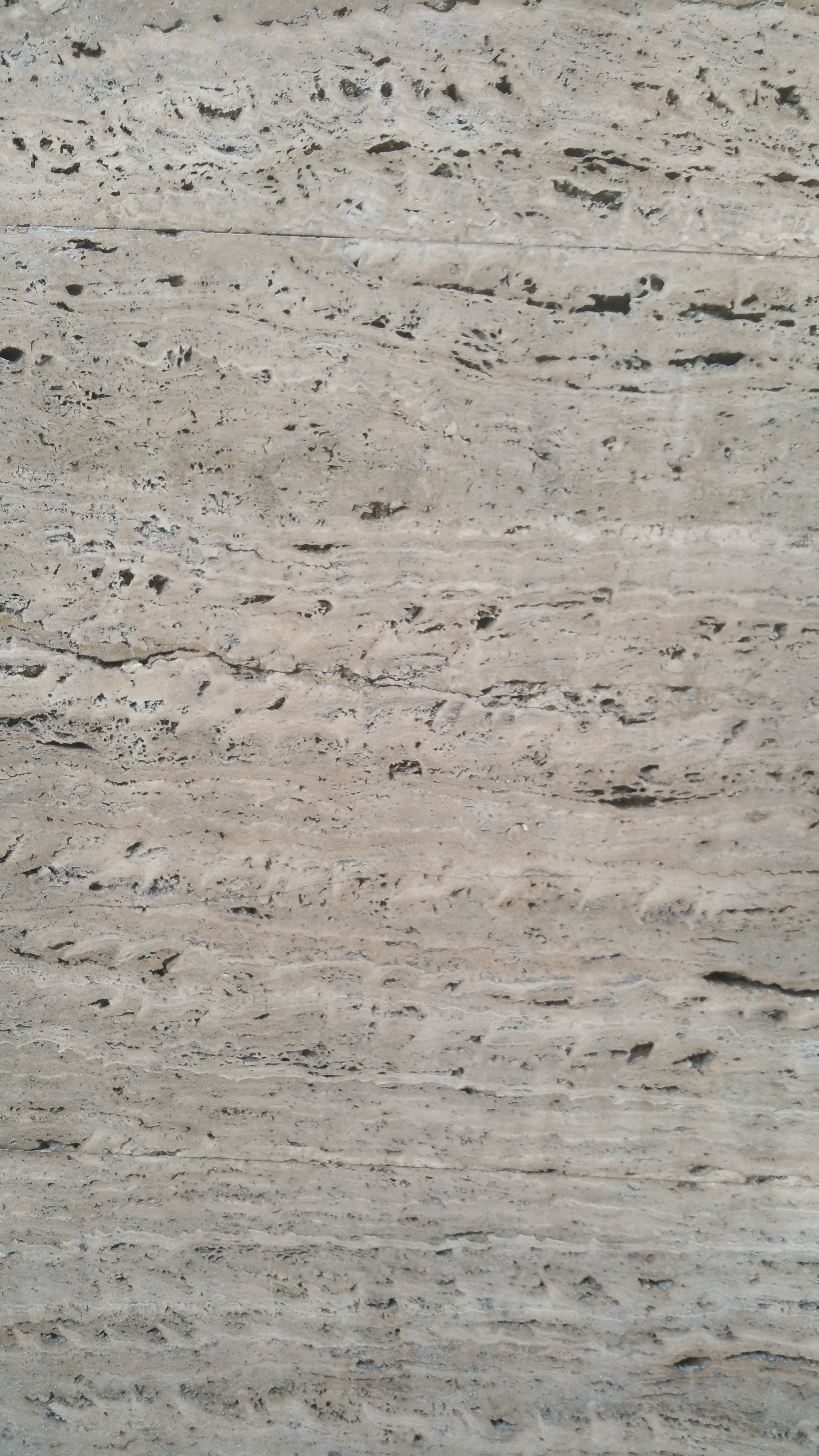
Fasadsten av kalktuff